# Staroitalska pisava
Staroitalska pisava je ena od več sedaj izumrlih abecednih sistemov, ki je bil v rabi na Apeninskem polotoku v antiki za različne indoevropske jezike (v glavnem za italske) in neindoevropske jezike (npr. etruščine). Abecede so izpeljane iz evbejske starogrške kumske abecede, ki se je rabila na otoku Ischia in polisu Kume v Neapeljskem zalivu v 8. stoletju pr. n. št.
Več indoevropskih jezikov, ki so pripadali italski veji (faliskijščina in člani sabelske (osko-umbrijske) veje, med njimi oskijščina, umbrijščina in južna pikenščina, ter druge indoevropske veje, kot je keltščina, venetščina in mesapščina), je uporabljalo pisavo. Faliskijščina, oskijščina, umbrijščina, severna in južna pikenščina so imele vse izpeljane abecede iz etruške oblike abecede.
Germanske rune so bile izpeljane iz ene od teh abeced do 2. stoletja.

## Abecede

### Etruška abeceda
Ni znano ali se je proces prilagoditve iz grške abecede začel v Italiji v prvi grški koloniji v polisu Kume ali v Grčiji, oziroma Mali Aziji. V vsakem primeru je bila to zahodnogrška abeceda. V abecedah na zahodu je imela črka X glasovno vrednost [ks], Ψ je bila [kʰ] – v etruščini je bil X = [s], Ψ = [kʰ] ali [kχ] (Rix 202–209).
Najzgodnejši etruški abecedarij, tablica iz kraja Marsiliana d'Albegna (pri Grossetu), nastala okoli leta 700 pr. n. št., navaja 26 črk, ki odgovarjajo tedanji obliki grške abecede. Ohranila je črke digama (Ϝ / ϝ), san (Ϻ) in kopa (Ϙ / ϙ), ni pa še razvila črke omega (Ω / ω).
| 𐌀               | 𐌁 | 𐌂 | 𐌃 | 𐌄 | 𐌅 | 𐌆 | 𐌇 | 𐌈 | 𐌉 | 𐌊 | 𐌋 | 𐌌 | 𐌍 | 𐌎 | 𐌏 | 𐌐 | 𐌑 | 𐌒 | 𐌓 | 𐌔 | 𐌕 | 𐌖 | 𐌗 | 𐌘 | 𐌙 |
| v prečrkovanju: |   |   |   |   |   |   |   |   |   |   |   |   |   |   |   |   |   |   |   |   |   |   |   |   |   |
| A               | B | G | D | E | V | Z | H | Θ | I | K | L | M | N | Ξ | O | P | Ś | Q | R | S | T | Y | X | Φ | Ψ |

Do okoli leta 600 pr. n. št. je arhaična oblika etruške abecede ostala praktično nespremenjena in smer pisanja je bila poljubna. Od 6. stoletja pa se je abeceda razvila in se prilagodila fonologiji etruščine, črke, ki niso predstavljale fonemov, pa so opustili. Do leta 400 pr. n. št. je verjetno vsa Etrurija rabila klasično etruško abecedo z 20-imi črkami in večinoma pisana od leve proti desni:
| 𐌀 | 𐌂 | 𐌃 | 𐌄 | 𐌅 | 𐌆 | 𐌇 | 𐌈 | 𐌉 | 𐌋 | 𐌌 | 𐌍 | 𐌐 | 𐌑 | 𐌓 | 𐌔 | 𐌕 | 𐌖 | 𐌘 | 𐌙 | 𐌚 |
| A | C | D | E | V | Z | H | Θ | I | L | M | N | P | Ś | R | S | T | U | Φ | Ψ | F |

Dodatni znak 𐌚, podoben števki 8 in prečrkovan kot F ali TH, je bil prisoten tako v lidijščini in etruščini (Jensen 513). Njegov izvor je sporen. Lahko je bil spremenjeni B ali H ali pa čisto nova tvorba (Rix 202). Njegova glasovna vrednost je bila /f/ in je zamenjeval etruščanski FH. Nekatere črke na drugi strani niso bile rabljene: črki B in D sta bili verjetno glede na P in T odveč. K je bil opuščen in ga je nadomestil G (prečrkovan tudi kot C). O je izginil in ga je zamenjal U. V času poenostavitve so odvečne črke kazale nekaj teženj k silabariju: C, K in Q so se prednostno rabile v smislu CE, KA, QU.
Ta klasična abeceda je ostala v rabi do 2. stoletja pr. n. št., ko je na njo začela vplivati razširjajoča se latinska abeceda. Tudi jezik sam je kmalu zatem izumrl.

### Oskijska abeceda
Oski so verjetno privzeli arhaično etruško abecedo v 7. stoletju pr. n. št. Prepoznavna oskijska različica abecede je izpričana le od 5. stoletja pr. n. št. Nabor znakov je obsegal klasično etruško abecedo in mali različici I in U, prečrkovani kot Í in Ú. Ú je predstavljal oskijski /o/, U pa /u/, kakor tudi zgodovinski dolgi */oː/, ki se je v oskijščini spremenil v ~[uː].
| 𐌀 | 𐌁 | 𐌂 | 𐌃 | 𐌄 | 𐌅 | 𐌆 | 𐌇 | 𐌉 | 𐌋 | 𐌌 | 𐌍 | 𐌐 | 𐌑 | 𐌓 | 𐌔 | 𐌕 | 𐌖 | 𐌚 | 𐌞 | 𐌝 |
| A | B | G | D | E | V | Z | H | I | L | M | N | P | Ś | R | S | T | U | F | Ú | Í |

### Nukerijska abeceda
Nukerijska abeceda temelji na napisih, ki so jih našli v južni Italiji (Nocera Superiore, Sorrento, Vico Equense in drugih krajih). Izpričana je le med 6. in 5. stoletjem pr. n. št.
Najpomembnejši znak je /S/, oblikovan kot jelka, in je morda izpeljan iz feničanske abecede – iz njenega znaka s pomenom ribe.

### Luganska abeceda
Luganska abeceda temelji na napisih najdenih v severni Italiji in kantonu Ticino in je služila za zapis lepontskih napisov, enih najstarejših pričevanj o keltščini, od 7. do 5. stoletja pr. n.št. Abeceda ima 18 črk, izpeljanih iz arhaične etruške abecede:
| 𐌀 | 𐌄 | 𐌅 | 𐌆 | 𐌈 | 𐌉 | 𐌊 | 𐌋 | 𐌌 | 𐌍 | 𐌏 | 𐌐 | 𐌑 | 𐌓 | 𐌔 | 𐌕 | 𐌖 | 𐌗 |
| A | E | V | Z | Θ | I | K | L | M | N | O | P | Ś | R | S | T | U | X |

Abeceda ne ločuje med zvenečimi in nezvenečimi zaporniki. P je na primer predstavljala /b/ ali /p/, T /t/ ali /d/, K /g/ ali /k/.
Z je bila verjetno za /ts/. U /u/ in V /w/ sta se razločevala. Θ je bila verjetno za /t/, X pa /g/. Obstajajo trditve o sorodni pisave, najdeni v francoskem kraju Glozel.

### Retijske abecede
Abeceda iz kraja Sanzeno (in tudi iz Bolzana), kjer so našli približno 100 retijskih napisov. 
Nekateri viri menijo, da je ta različica abecede kandidat za izvor germanskih run.
| a | b | g | d | EF | w | z  | h | θ | i | K | l | M | n | j | u | ΠϘ | r | s | t | g | o |
| A | B | K | D | EF | W | ZE | H | Θ | I | K | L | M | N | J | U | PQ | R | S | T | G | O |

Abeceda iz kraja Magrè (pri Schiu) predstavlja vzhodnoretijske napise.

### Venetska abeceda
Abeceda iz kraja Este je podobna tisti iz Magrèa in predstavlja venetske napise.

### Camoniška abeceda
Napisani abecedarij na skalnih vrezih v lombardski Val Camonici.

## Latinska abeceda
Stara latinščina je 21 od 26 arhaičnih etruških črk prevzela od 7. stoletja pr. n. št. naprej neposredno iz kumske abecede ali prek arhaičnih etruških oblik. V primerjavi s klasično etruško abecedo je ohranila B, D, K, O, Q, X in opustila Θ, Ś, Φ, Ψ in F. (etruški U je latinski V; etruški V pa je latinski F.)
| 𐌀 | 𐌁 | 𐌂 | 𐌃 | 𐌄 | 𐌅 | 𐌆 | 𐌇 | 𐌉 | 𐌊 | 𐌋 | 𐌌 | 𐌍 | 𐌏 | 𐌐 | 𐌒 | 𐌓 | 𐌔 | 𐌕 | 𐌖 | 𐌗 |
| A | B | C | D | E | F | Z | H | I | K | L | M | N | O | P | Q | R | S | T | V | X |

## Južnopikenska abeceda
Južnopikenska abeceda, znana od 6. stoletja pr. n. št., je najverjetneje južna etruška abeceda in je rabila Q za /k/ ter K za /g/. Abeceda je:
| 𐌀 | 𐌁 | 𐌂 | 𐌃 | 𐌄 | 𐌅 | 𐌇 | 𐌉 | 𐌝 | 𐌊 | 𐌋 | 𐌌 | 𐌍 | 𐌏 | 𐌐 | 𐌒 | 𐌓 | 𐌔 | 𐌕 | 𐌖 | 𐌞 | 𐌚 | 𐌟 |
| A | B | G | D | E | V | H | I | Í | K | L | M | N | O | P | Q | R | S | T | U | Ú | F | * |

⟨.⟩ je reducirani ⟨o⟩, ⟨:⟩ pa je reducirani ⟨8⟩, ki se je rabil za /f/.

## Unicode
Staroitalske abecede so bile poenotene in dodane standardu Unicode marca 2001 z izdajo različice 3.1.

### Blok
Blok Unicode za staroitalsko abecedo je U+10300–U+1032F brez specifikacije posebne abecede (kar pomeni, da staroitalske abecede veljajo za enakovredne, uporabljena pisava pa določi različico).
Smer pisanja (od desne proti levi, od leve proti desni ali bustrofedon) se spreminja glede na jezik in celo glede na časovno obdobje. Zaradi enostavnosti večina raziskovalcev rabi pisanje od leve proti desni in to je tudi privzeta smer pisanja v Unicode za staroitalski blok. Zaradi tega so glifi v kodni tabeli prikazani z usmerjenostjo od leve proti desni.
| Staroitalska pisava Uradna kodna tabela konzorcija Unicode (PDF) |   |   |   |   |   |   |   |   |   |   |   |   |   |   |   |   |
|                                                                  | 0 | 1 | 2 | 3 | 4 | 5 | 6 | 7 | 8 | 9 | A | B | C | D | E | F |
| U+1030x                                                          | 𐌀 | 𐌁 | 𐌂 | 𐌃 | 𐌄 | 𐌅 | 𐌆 | 𐌇 | 𐌈 | 𐌉 | 𐌊 | 𐌋 | 𐌌 | 𐌍 | 𐌎 | 𐌏 |
| U+1031x                                                          | 𐌐 | 𐌑 | 𐌒 | 𐌓 | 𐌔 | 𐌕 | 𐌖 | 𐌗 | 𐌘 | 𐌙 | 𐌚 | 𐌛 | 𐌜 | 𐌝 | 𐌞 | 𐌟 |
| U+1032x                                                          | 𐌠 | 𐌡 | 𐌢 | 𐌣 |   |   |   |   |   |   |   |   |   | 𐌭 | 𐌮 | 𐌯 |
| Opombe 1. 2.                                                     |   |   |   |   |   |   |   |   |   |   |   |   |   |   |   |   |

### Črke s prečrkovanjem
| črka | prečrk. | ime |  | črka | prečrk. | ime |  | črka | prečrk. | ime |
| ---- | ------- | --- |  | ---- | ------- | --- |  | ---- | ------- | --- |
| 𐌀    | a       | a   |  | 𐌁    | b       | be  |  | 𐌂    | c       | ke  |
| 𐌃    | d       | de  |  | 𐌄    | e       | e   |  | 𐌅    | v       | ve  |
| 𐌆    | z       | ze  |  | 𐌇    | h       | he  |  | 𐌈    | þ       | the |
| 𐌉    | i       | i   |  | 𐌊    | k       | ka  |  | 𐌋    | l       | el  |
| 𐌌    | m       | em  |  | 𐌍    | n       | en  |  | 𐌎    | š       | eš  |
| 𐌏    | o       | o   |  | 𐌐    | p       | pe  |  | 𐌑    | ś       | še  |
| 𐌒    | q       | ku  |  | 𐌓    | r       | er  |  | 𐌔    | s       | es  |
| 𐌕    | t       | te  |  | 𐌖    | u       | u   |  | 𐌗    | x       | eks |
| 𐌘    | ph      | phe |  | 𐌙    | ch      | khe |  | 𐌚    | f       | ef  |
| 𐌛    | ř       | ers |  | 𐌜    | ç       | če  |  | 𐌝    | í       | ii  |
| 𐌞    | ú       | uu  |  | 𐌟    | *       | ess |  | 𐌠    | I       | 1   |
| 𐌡    | V       | 5   |  | 𐌢    | X       | 10  |  | 𐌣    | L       | 50  |